# SIM Instant Messenger
SIM Instant Messenger (SIM-IM) ist ein freier Instant Messenger für verschiedene Protokolle. Er ist für Linux, Microsoft Windows und Apple Mac OS X verfügbar und baut auf der Qt-Bibliothek auf.
SIM-IM wurde ursprünglich unter dem Namen SIM (Simple Instant Messenger) von Vladimir Shutoff entwickelt.

## Funktionen
SIM-IM unterstützt die Protokolle der Dienste AIM, ICQ, XMPP, MSN und YIM, LiveJournal und ist in mehreren Sprachen verfügbar. Das Verbinden auch über mehrere Profile eines Protokolls gleichzeitig (etwa mit drei ICQ-Nummern gleichzeitig) ist möglich.
Ein besonderes Merkmal von SIM-IM, das der offizielle ICQ-Client nicht besaß, war das Anzeigen von Kontakten, die ihren Status auf „unsichtbar“ gesetzt haben und so normalerweise als „offline“ erscheinen würden. Nach einem Protokoll-Update seitens AOL ist diese Funktion aber momentan nicht mehr verfügbar.
SIM-IM zeigt darüber hinaus sehr ausführliche Informationen über die Kontakte, wie Name und Version des verwendeten Clients, IP-Adressen usw. an. Eine weitere Funktion ist der integrierte Netzwerkmonitor, der Protokoll- sowie Debugging- und Eventinformationen anzeigen kann.
SIM-IM verfügt über viele Funktionen, die bei vergleichbaren Clients meist fehlen. Das Aussehen der Kontaktliste ist vollkommen frei veränderbar und mit einem eigenen Hintergrundbild versehbar.
Ein OSD (On Screen Display) ist einstellbar, das zum Beispiel online-kommende Kontakte und die vollständigen Nachrichten anderer Benutzer anzeigt. Dadurch ist ein Öffnen des Nachrichtenfensters zum Lesen neuer Nachrichten nicht notwendig, da sie kurz über das OSD erscheinen, was besonders nützlich ist, wenn man eine andere Anwendung ausführt und nicht immer zum Chatfenster umschalten will.
Ein weiterer Unterschied gegenüber dem normalen ICQ bzw. den anderen offiziellen Clients und auch den meisten Alternativen ist, dass das Hinzufügen von Kontakten zur Kontaktliste auch ohne Autorisierung dieser möglich ist und das Hinzufügen den jeweiligen Kontakten nicht angezeigt wird. Seit einer Protokolländerung im November 2007 wird der Status unautorisierter Kontakte allerdings nicht mehr angezeigt. Das Schreiben und Empfangen von Nachrichten ist jedoch weiterhin möglich.
Eine besondere Eigenschaft ist die automatische Textersetzung. Es ist möglich, individuell Buchstabenkombinationen und Wörter zu bestimmen, die automatisch durch andere ersetzt werden. Damit lassen sich häufige Tippfehler automatisch beseitigen („acuh“ durch „auch“ ersetzen) oder auch Abkürzungen definieren („iwie“ durch „irgendwie“ ersetzen).

## Aktuelles
Nachdem Vladimir Shutoff nach der Version 0.9.3 das Projekt verlassen hatte, stand die Entwicklung lange Zeit still. Das Projekt wurde aufgespalten (Fork) und unter dem neuen Namen SIM-IM von anderen Programmierern weiterentwickelt. Nach zwei Release Candidates im Februar und Mai 2006 wurde am 29. Juni 2006 die erste Ausgabe (Version 0.9.4) dieses Forks veröffentlicht.
Seit 22. Dezember 2013 wurden beim GIT des Projektes keine Änderungen vorgenommen. Das Projekt hat somit derzeit (Stand 11. August 2013) keine aktiven Entwickler.